# Все утра мира
«Все утра мира» (фр. Tous les matins du monde) — французский музыкальный кинофильм режиссёра Алена Корно, экранизация одноимённого произведения Паскаля Киньяра. Саундтрек к кинофильму скомпоновал (использована музыка М. Маре, Сент-Коломба, Ф.Куперена и других композиторов, а также народая французская музыка), аранжировал и исполнил силами своего ансамбля Жорди Саваль. Фильм удостоен семи премий «Сезар».

## Сюжет
Юное музыкальное дарование Марен Маре удивляет всех своих наставников — он настолько одарён, что не нуждается в обычных уроках. Единственный человек, который хранит тайны магического искусства и может превратить большой талант в гениальность, это монсеньор Сент-Коломб, некогда признанный виртуоз, а ныне — безутешный отшельник, скрывшийся от мира после смерти жены.
Но он согласен делиться мастерством только со своими прекрасными дочерьми, отвергая всех остальных. Хотя для Маре маэстро все же делает исключение. Казалось бы, теперь в жизни молодого человека должен наступить новый удивительный период. Тем более, что в начинающего музыканта влюбляется в дочь учителя.  Но идиллия рушится, когда он выбирает путь придворного музыканта, оставляя соблазненную девушку. Ее жизнь вскоре заканчивается трагически, но Маре не собирается отказывать себе в блестящей карьере. 
Однако спустя многие годы он чувствует себя неудовлетворенным, и по ночам тайком посещает дом одинокого безутешного учителя в надежде еще раз услышать Музыку, - и он берет последний урок у Мастера.

## В ролях
- Жан-Пьер Марьель — Сент-Коломб
- Гийом Депардьё — молодой Марен Маре
- Жерар Депардьё — Марен Маре
- Анн Броше — Мадлен
- Мишель Буке — Боден
- Мириам Буайе
- Жан-Клод Дрейфус — аббат Матьё